# Argyra flabellifera
Argyra flabellifera är en tvåvingeart som beskrevs av Becker 1891. Argyra flabellifera ingår i släktet Argyra och familjen styltflugor. Inga underarter finns listade i Catalogue of Life.